# Dębionka
Dębionka – wieś w Polsce położona w województwie wielkopolskim, w powiecie rawickim, w gminie Pakosław.
W latach 1975–1998 miejscowość administracyjnie należała do województwa leszczyńskiego.
Dębionka to najmniejsza wieś w gminie Pakosław. Tworzy sołectwo wraz z sąsiednią wsią Kubeczkami. Położona jest na zachodnim krańcu gminy, przy drodze powiatowej Rawicz - Milicz. Pola Dębionki graniczą z polami tzw. Hazów właściwych.
Wieś 4 stycznia 2010 r. liczyła 40 mieszkańców.

## Historia
W okresie Wielkiego Księstwa Poznańskiego (1815-1848) miejscowość wzmiankowana jako folwark Dębianka należała do wsi mniejszych w ówczesnym pruskim powiecie Kröben (krobskim) w rejencji poznańskiej. Dębianka należała do okręgu sarnowskiego tego powiatu i stanowiła część majątku Ostrobudki, którego właścicielem był wówczas (1846) Rogaliński. Do majątku Ostrobudki przynależały także: Niedźwiadki, Ugoda i Sworowski młyn. Według spisu urzędowego z 1837 roku folwark Dębianka liczył 32 mieszkańców, którzy zamieszkiwali trzy dymy (domostwa).
Jedna z osad hazackich – Dębionka – pojawiła się w 1637 roku (pierwsza wzmianka w księgach metrykalnych), na miejscu karczowanej puszczy zwanej Czarnym Lasem, na drodze leśnej prowadzącej ze Stwolna przez Zawady do Golejewka. Pierwszym właścicielem Dębionki był Stanisław Choiński – pan na Stwolnie. W roku 1685 nazwę Dębionka nosił oprócz osady, również staw istniejący niedaleko. Być może jest to ten sam, który widnieje na mapie z około 1780 r. niedaleko wsi Kubeczki. W 1789 roku Dębionka (mająca wówczas 13 mieszkańców) wraz z Ugodą i Niedźwiadkami weszła w skład majętności ostrobudzkiej, której właścicielem był Hipolit Rogaliński. W 1821 roku Dębionka była folwarkiem należącym do dóbr Ostrobudek, liczyła wtedy 18 dusz, a jej mieszkańcy jak wynika z ksiąg metrykalnych trudnili się chowem owiec i pracą na folwarku. Natomiast w 1835 roku folwark miał 3 domy i 15 mieszkańców, należał do dóbr Ostrobudek oraz do parafii w Golejewku, podlegał pod sąd w Rawiczu, a poczta była w Sarnowie. W 1856 folwark miał 75 mieszkańców. Słownik geograficzny Królestwa Polskiego i innych krajów słowiańskich pod rokiem 1881 podaje, że Dębionka to osada w powiecie krobskim mająca 2 domy i 17 mieszkańców, wszyscy to katolicy, było 4 analfabetów. Poczta mieściła się w Pakosławiu, a stacja kolejowa w Rawiczu. W tym czasie istniał nadal folwark należący do dominium ostrobudzkiego, którego właścicielem był Eustachy Rogaliński. Ostrobudki wraz z folwarkiem Dębionką miały wówczas ponad 212 ha, z czego 188 to rola, 11 łąki i po 6 ha lasu i nieużytków. Grunty te przynosiły 3215 marek czystego dochodu. W XIX w. funkcjonował pod Dębionką młyn wodny Słupski Młyn na starym korycie Orli (obecna rzeka Stara Orla). W 1893 roku Eustachy Rogaliński sprzedał folwark Dębionka hrabiemu Janowi Czarneckiemu, tak, więc weszła w skład dóbr Golejewka. Do zabudowań folwarcznych należała owczarnia oraz wielka dworska chałupa. W 1890 r. jak wynika z mapy topograficznej Meβtischblatt, w miejscowości istniała również leśniczówka (Forsthaus). Przed I wojną światową Dębionka była podzielona na dwie części, jedna podlegała pod Golejewko, druga należała do Niedźwiadek. 1 grudnia 1910 r. pierwsza miała 22 a druga 32 mieszkańców.  W czasie okupacji niemieckiej miejscowość nosiła nazwę Eichen i podlegała pod Amtsbezirk Kiefernrode (Chojno).